# Gavgamela
Koordinati:   36°21′36″N, 43°15′00″E
Gavgamela [gaṷgaméla], antično naselje v Asiriji  v današnjem severnem Iraku kjer je potekala Bitka pri Gavgameli.
Pri Gavgameli, sedaj Tel Gomel pri Gogjali, severovzhodno od današnjega mesta Mosul  se je 1. oktobra 331 pr. n. št. bila velika bitka v kateri je Aleksander Veliki dokončno premagal Perzijce.

## Izvor krajevnega imena
Kraj Gavgamela, ki v prevodu pomeni kamelja hiša, je dobil to ime zaradi neke stare zgodbe. Po tej zgodbi naj bi se je kralj Darej I. rešil iz neke vojaške zasede po zaslugi svoje izredno hitre kamele. Iz hvaležnosti je dal kameli v bližnji vasi zgraditi hlev z vsemi udobnostmi in ji za rento določil prihodke te vasi. 